# Lingua figiana occidentale
Il Western Fijian (o Nadrogaa) è una delle lingue West Fijian e Rotuman che fa parte delle lingue del Pacifico centrale, più vicina alle lingue polinesiane che al figiano (Fijian) vero e proprio.
Sarebbe parlato da 60.000 figiani (Lincoln, 1977) di cui 38.500 in Waya (Waya e Ba-Navosa) e 18.500 in Nadrogā, nelle isole Figi, nella metà occidentale di Viti Levu e nelle Isole Yasawa e Isole Mamanuca.
Comprende due dialetti principali: il West Fijian propriamente detto (Nadrogaa, Tubaniwai, Baaravi) e il Waya (Nakoroboya, Noikoro e Magodro).
È anche più apparentato alla lingua rotumana che al figiano.